# Castalius ilissus
Castalius ilissus är en fjärilsart som beskrevs av Felder 1859. Castalius ilissus ingår i släktet Castalius och familjen juvelvingar. Inga underarter finns listade i Catalogue of Life.